# 안용중학교 축구부
안용중학교 축구부는 경기도 화성시에 위치한 안용중학교의 축구부이다. 안용중학교가 운영하는 축구부로 1969년에 창단  하였다.

## 같이 보기
- 안용중학교